# Ciesina
Ciesina [t͡ɕeˈɕina] (deutsch Erdmannen) ist ein Dorf in der polnischen Woiwodschaft Ermland-Masuren, das gehört zur Gmina Pisz (Stadt- und Landgemeinde Johannisburg) im Powiat Piski (Kreis Johannisburg) gehört.

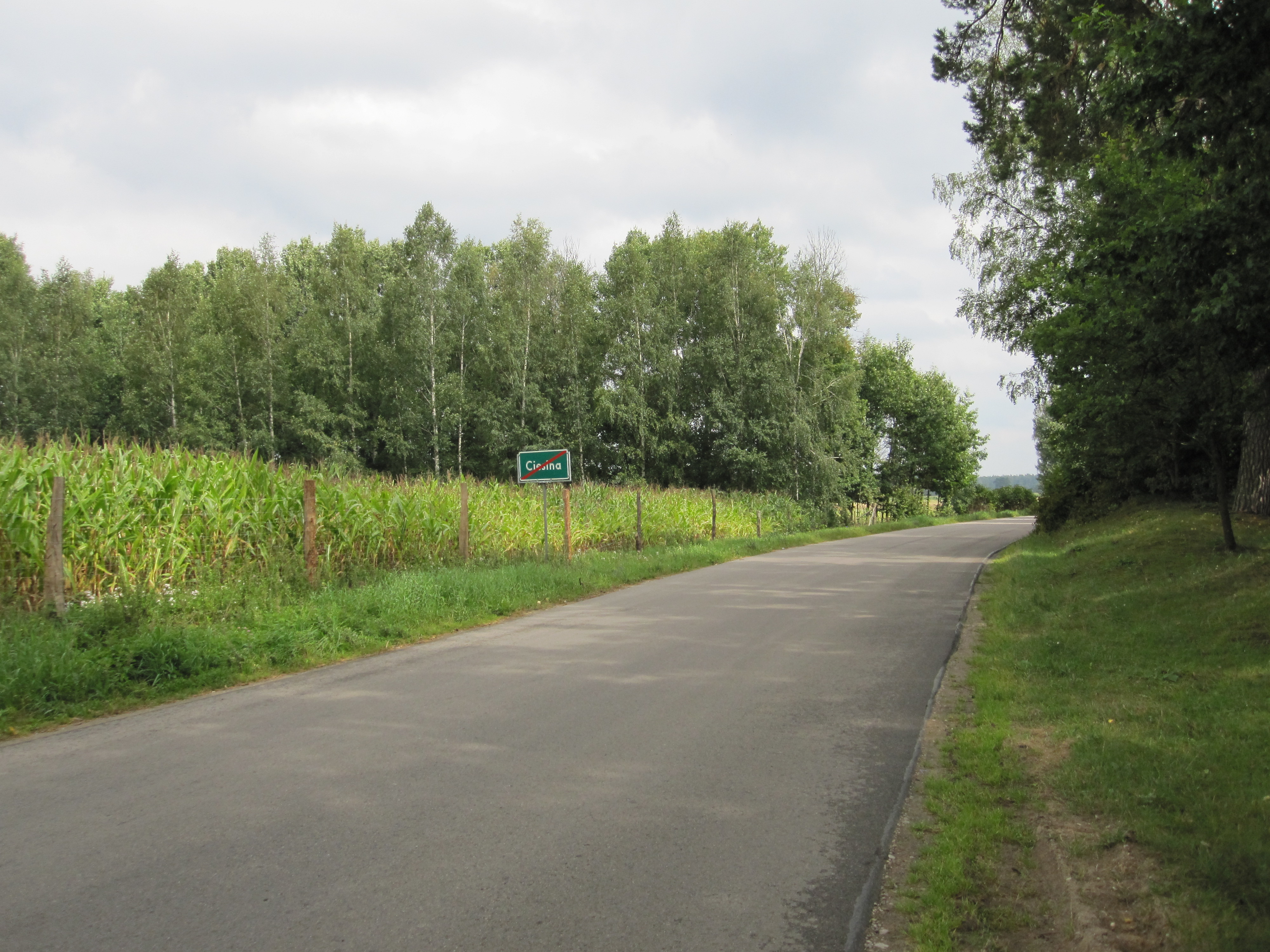
Dorfausfahrt Ciesina

## Geographische Lage
Ciesina liegt am Südrand der Johannisburger Heide (polnisch Puszczta Piska) im östlichen Süden der Woiwodschaft Ermland-Masuren, 24 Kilometer südwestlich der Kreisstadt Pisz (deutsch Johannisburg).

## Geschichte
Im Jahr 1758 wurde das nach 1820 Erdtmann genannte Dorf als Schatullsiedlung gegründet. Zwischen 1874 und 1945 war das Dorf in den Amtsbezirk Turoscheln (polnisch Turośl) eingegliedert. Er gehörte – umbenannt 1938 in Amtsbezirk Mittenheide – zum Kreis Johannisburg im Regierungsbezirk Gumbinnen (ab 1905 Regierungsbezirk Allenstein) in der preußischen Provinz Ostpreußen.
Am 28. Juli 1875 schlossen sich die Nachbargemeinden Hirschtal (polnisch Jelonek) und Erdmannen zur neuen Landgemeinde Erdmannen zusammen. Die Einwohnerzahl im Jahr 1910 betrug 501, im Jahr 1933 noch 420 und 1939 nur noch 387.
Aufgrund der Bestimmungen des Versailler Vertrags stimmte die Bevölkerung im Abstimmungsgebiet Allenstein, zu dem Erdmannen, am 11. Juli 1920 über die weitere staatliche Zugehörigkeit zu Ostpreußen (und damit zu Deutschland) oder den Anschluss an Polen ab. In Erdmannen stimmten 360 Einwohner für den Verbleib bei Ostpreußen, auf Polen entfielen keine Stimmen.
Im Jahr 1945 wurde in Kriegsfolge das gesamte südliche Ostpreußen an Polen überstellt. Davon war auch Erdmannen betroffen und erhielt die polnische Namensform Ciesina. Heute ist das Dorf Sitz eines Schulzenamtes (polnisch Sołectwo) und somit eine Ortschaft im Verbund der Stadt- und Landgemeinde Pisz (Johannisburg)im Powiat Piski (Kreis Johannisburg), bis 1998 der Woiwodschaft Suwałki, seitdem der Woiwodschaft Ermland-Masuren zugehörig. Die Einwohnerzahl belief sich 2011 auf 234.

## Religion

### Kirche

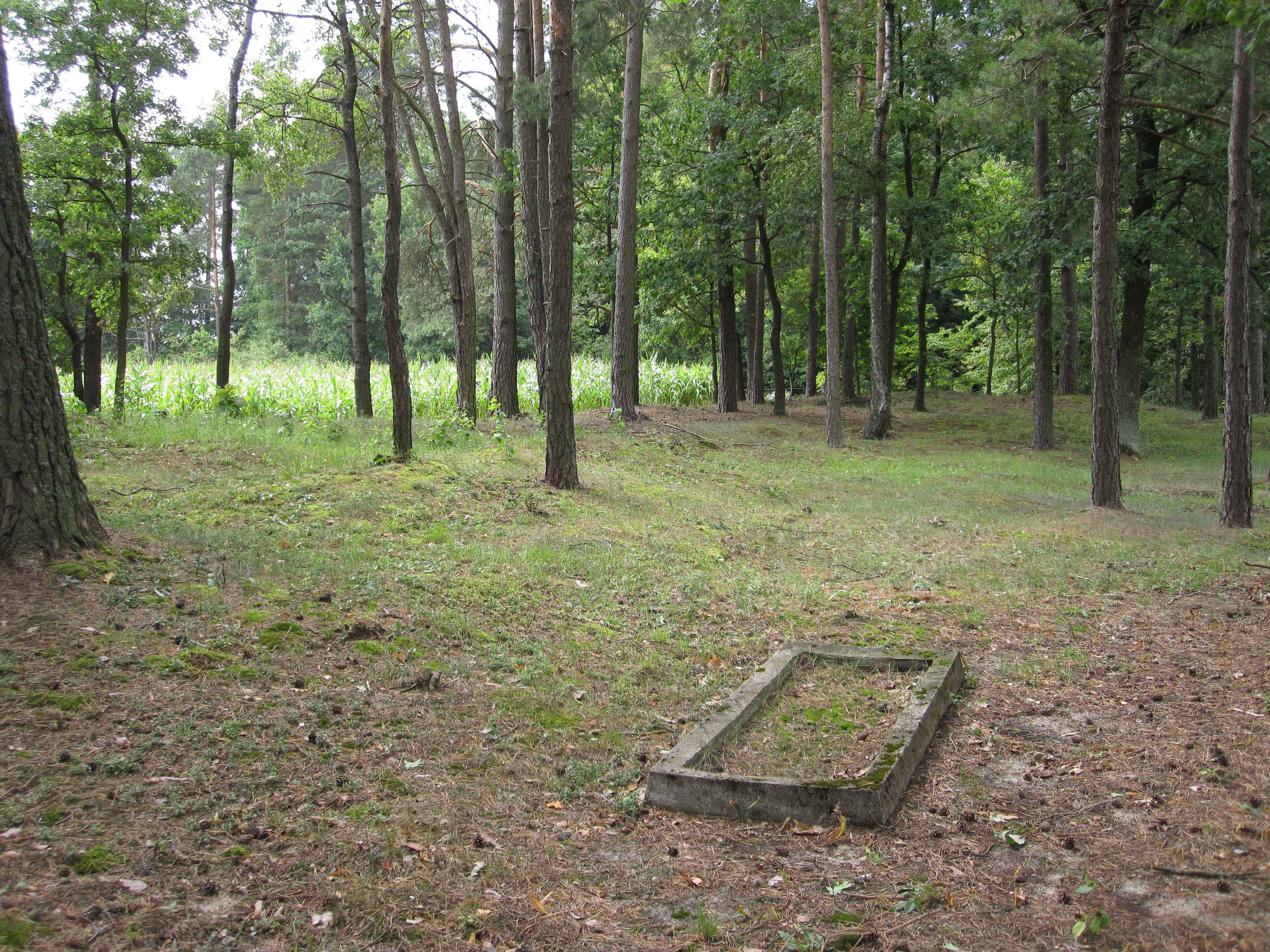
Verwaiste Grabstelle auf dem aus deutscher Zeit stammenden Friedhof in Ciesina

Erdmannen war bis 1945 in die evangelische Kirche Turoscheln (1938–1945 Mittenheide, polnisch Turośl) in der Kirchenprovinz Ostpreußen der Evangelischen Kirche der Altpreußischen Union sowie in die römisch-katholische Kirche Johannisburg im Bistum Ermland eingepfarrt.
Heute gehört Ciesina katholischerseits zur Pfarrkirche Turośl im Bistum Ełk der Römisch-katholischen Kirche in Polen. Die evangelischen Einwohner orientieren sich zur Kirchengemeinde in der Stadt Pisz innerhalb der Diözese Masuren der Evangelisch-Augsburgischen Kirche in Polen.

## Schule
Im Jahre 1763 wurde Erdmannen Schulort.

## Verkehr
Ciesina liegt an einer Nebenstraße, die von Rozogi (Friedrichshof) über Kwiatuszki Wielkie (Groß Blumenau) nach Karpa (Karpa, 1938–1945 Karpen) führt. Innerorts endet eine von Rosocha (Jägerswalde) über Karwica Mazurska (Bahnhof Kurwien) kommende Nebenstraße. Eine Bahnanbindung besteht nicht.